# Thuidium cymbifolium
Thuidium cymbifolium là một loài Rêu trong họ Thuidiaceae. Loài này được (Dozy & Molk.) Dozy & Molk. miêu tả khoa học đầu tiên năm 1865.